# Département de Cushamen
Le département de Cushamen est une des 15 subdivisions de la province de Chubut en Argentine. Situé en Patagonie, le département a une superficie de 16 250 km2. Son chef-lieu est la ville de Cushamen.

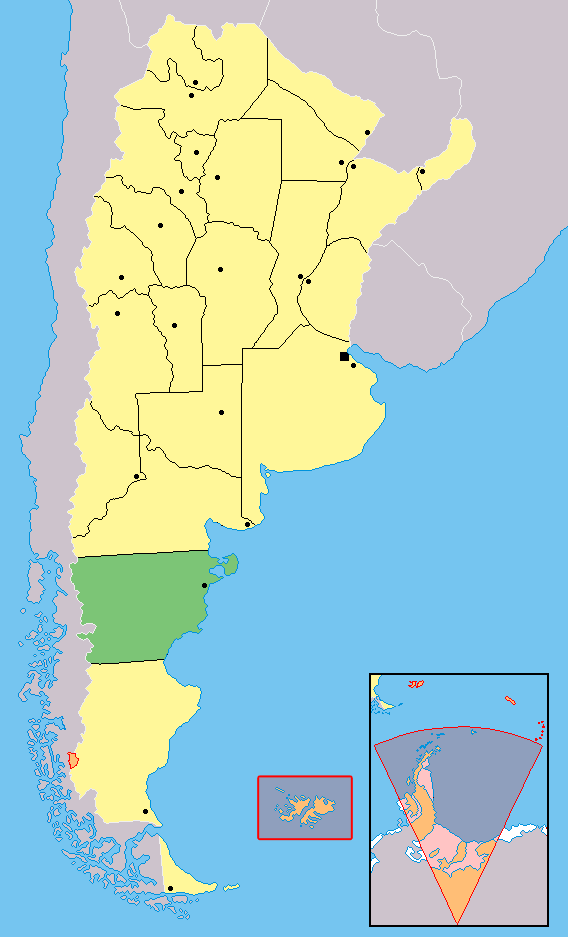
Localisation de la province de Chubut.

## Population
Sa population était de 17 134 habitants, selon le recensement de 2001 (source : INDEC). Selon les résultats provisoires du recensement de 2010 publiés par l'INDEC argentin, en 2010, il avait 20 566 habitants.

## Villes et localités
- Buenos Aires Chico
- Cerro Radal
- Cholila
- Cushamen, chef-lieu
- El Hoyo
- El Maitén
- Epuyén
- Gualjaina
- La Cancha
- Lago Epuyén
- Lago Puelo
- Leleque